# Brienzlig
Coregonus albellus
Espèce
Statut de conservation UICN

 LC  : Préoccupation mineure
Le brienzlig (Coregonus albellus) est une espèce de poissons d'eau douce de la famille des corégones. On ne le trouve que dans les lacs de Thoune et de Brienz en Suisse, ce dernier étant particulièrement pauvre en nutriments. Il ne dépasse pas 26 cm.

## Description
Le brienzlig se nourrit essentiellement de zooplancton. Il atteint la maturité sexuelle lorsque sa longueur est supérieure à 12 cm. Les jeunes éclosent au mois de septembre à une profondeur de 30 à 100 m. C'est un poisson apprécié pour ses qualités culinaires, le brienzlig mariné était une spécialité recherché au XVIIIe siècle. Cependant, il n'est actuellement pratiquement plus pêché car la législation exige une taille minimale de 25 cm et des filets avec des mailles de 35 mm.